# أوفه نيلسون
أوفه نيلسون (بالسويدية: Ove Nilsson)‏ (17 أغسطس 1918 في السويد - 17 يناير 2010 في السويد) هو لاعب كرة قدم سويدي في مركز حراسة المرمى. شارك مع منتخب السويد لكرة القدم. أما مع النوادي، فقد لعب مع نادي أورغريته ونادي هالمستاد ونادي يورغوردينس وSpånga IS ‏.